# Oláhszentmiklós
Oláhszentmiklós (Sânnicolau Român), település Romániában, a Partiumban, Bihar megyében.

## Fekvése
Nagyváradtól délnyugatra, Cséffától északra, Atyás, Rojt és Felsőbarakony közt fekvő település.

## Története
Oláhszentmiklós nevét 1462-1485 között Szentmiklós néven említették az oklevelek, mint Toldi birtokot.
1478-ban Zenthmiklos, 1808-ban Szentmiklós (Oláh-) néven írták.
Oláhszentmiklós földesura a herceg Eszterházy család volt, később pedig Lovassy Ferencznek volt itt nagyobb birtoka.
Határában egy várrom található, melyet Toldi Miklós várának tartott a hagyomány. Az ide tartozó Libárdi puszta pedig valószínűleg azonos azzal a birtokkal, melyet II. András király 1234-ben Kálmán királyfi étekfogójának Demeter mesternek adományozott.
A török hódoltság előtt határában feküdt Nagyfalu község is, melytől a Toldy család előnevét vette.
1851-ben Fényes Elek írta a településről: "...Bihar vármegyében, termékeny síkságon, 1350 óhitű lakossal, s anyatemplommal. Határa 3680 hold...Majorság itt nincs mert a lakosok örökös szerződés mellett bírják földjeiket Eszterházy herczegtől...láthatók itt egy régi földvár romjai"
1910-ben 2517 lakosából 112 magyar, 2404 román volt. Ebből 50 református, 2405 görögkeleti ortodox, 38 izraelita volt.
A trianoni békeszerződés előtt Bihar vármegye Cséffai járásához tartozott.

## Nevezetességek
- Görög keleti temploma 1787-ben épült.